# Ordine di Elisabetta
L'Ordine imperiale austriaco di Elisabetta (in tedesco: Kaiserlich österreichischer Elisabeth-Orden) detto anche Ordine di Elisabetta (in tedesco: Elisabeth-Orden), venne fondato nel 1898 dall'imperatore Francesco Giuseppe I come Ordine cavalleresco esclusivamente femminile. L'Ordine traeva il suo nome da sant'Elisabetta di Turingia (conosciuta col nome di sant'Elisabetta d'Ungheria), ma venne creato in realtà in onore ed in memoria della moglie di Francesco Giuseppe I da poco defunta, l'imperatrice Elisabetta "Sissi" di Baviera.
L'Ordine, che persistette sino alla fine della monarchia nel 1918, venne diviso in tre classi: 
- Dama di gran croce
- Dama di prima classe con stella
- Dama di prima classe
- Dama di seconda classe

L'Ordine disponeva inoltre di una croce e di una medaglia al merito civile:
- Croce di Elisabetta
- Medaglia di Elisabetta

## Significato di Sant'Elisabetta
Sant'Elisabetta (1207 - 1231) fu una Principessa ungherese, figlia del Re Andrea d'Ungheria. Ella sposò all'età di 13 anni il Principe Ludovico IV di Turingia (c. 1220), e trascorse il resto della propria vita prestando aiuto ai poveri ed agli ammalati. Alla morte del marito, concesse gran parte del proprio patrimonio alla creazione di ospedali. Dopo essere morta di morte naturale nel 1231, riconosciuti i suoi meriti, venne canonizzata da papa Gregorio IX già nel 1235. Ella è considerata la patrona degli straccioni, dei derelitti e delle persone che chiedono e fanno la carità. Le sue reliquie sono conservate a Vienna e il suo ruolo nel patronato dell'ordine aveva proprio quello di sottolineare l'unione ancora più forte che aveva stretto Austria ed Ungheria, a cui Sissi era particolarmente affezionata.

## L'Ordine
La decorazione era riservata alle sole donne, senza distinzioni per lo status sociale o per la religione, e veniva concessa per particolari meriti in impegni religiosi o caritatevoli.
Le concessioni erano distribuite personalmente dall'Imperatore e il numero delle decorate raggiunse le 81 gran croci, 332 Dame di prima classe e 500 Dame di seconda classe, oltre a 208 decorati con la medaglia al merito, tra il 1898 ed il 1918, quando l'Ordine cessò la propria esistenza. Anche questo, come del resto tutti gli altri Ordini austriaci esclusivamente riservati alle dame, aveva comunque come proprio Gran Maestro l'imperatore d'Austria.

## Fonti
- The Catholic Encyclopedia. "St. Elizabeth of Hungary". 1909, On the Internet:
- Yashnev, Yuri. Orders and Medals of the Austro-Hungarian Empire. 2003. On the Internet: